# Mašina vremeni
I Mašina vremeni (in russo Машина времени?) sono un gruppo musicale russo di genere rock fondato a Mosca nel 1969 dal suo leader permanente Andrej Vadimovič Makarevič. Si tratta del primo gruppo rock di successo dell'Unione Sovietica.

## Storia

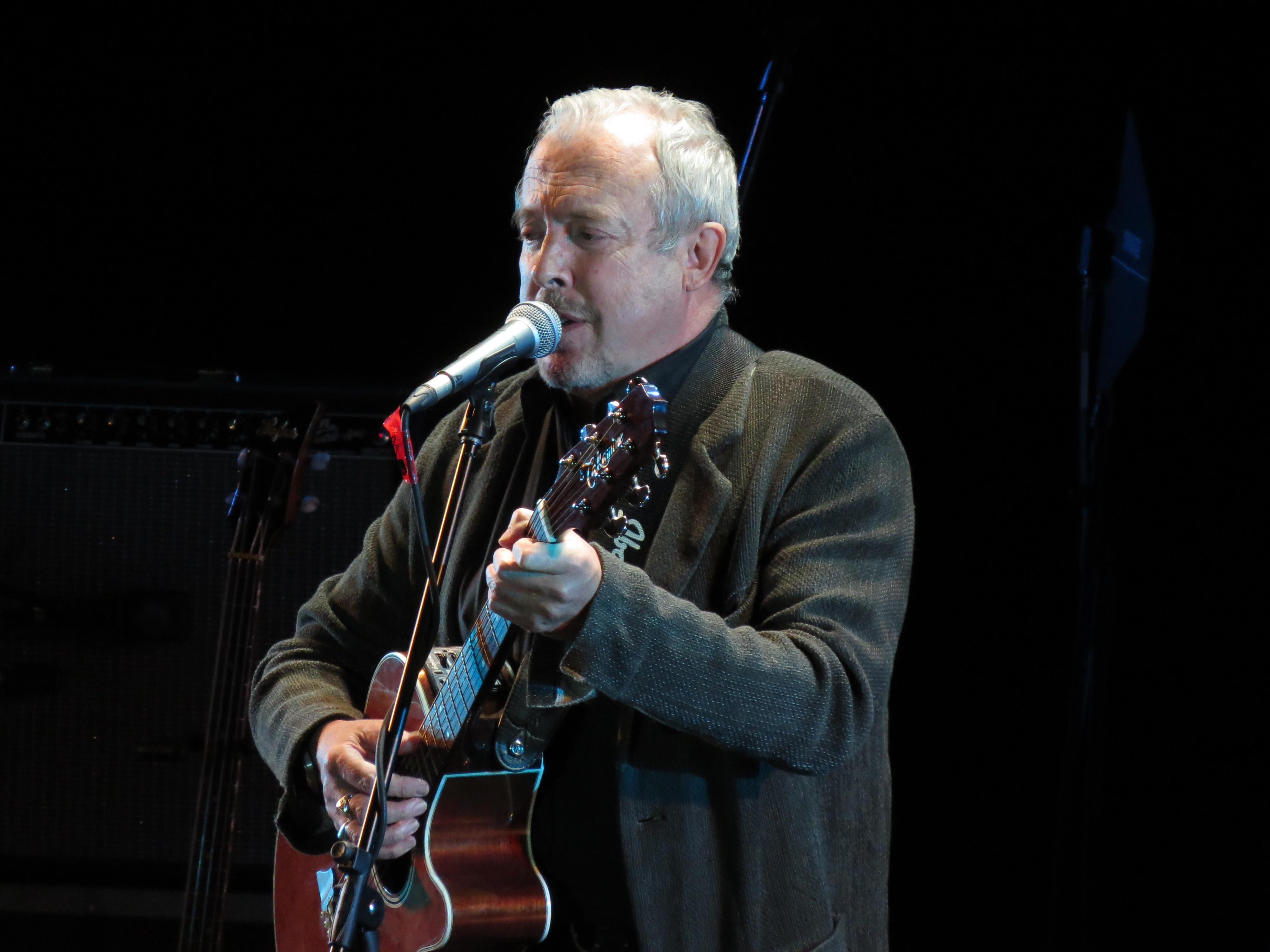
Il leader e fondatore dei Mašina vremeni Andrej Makarevič nel 2013

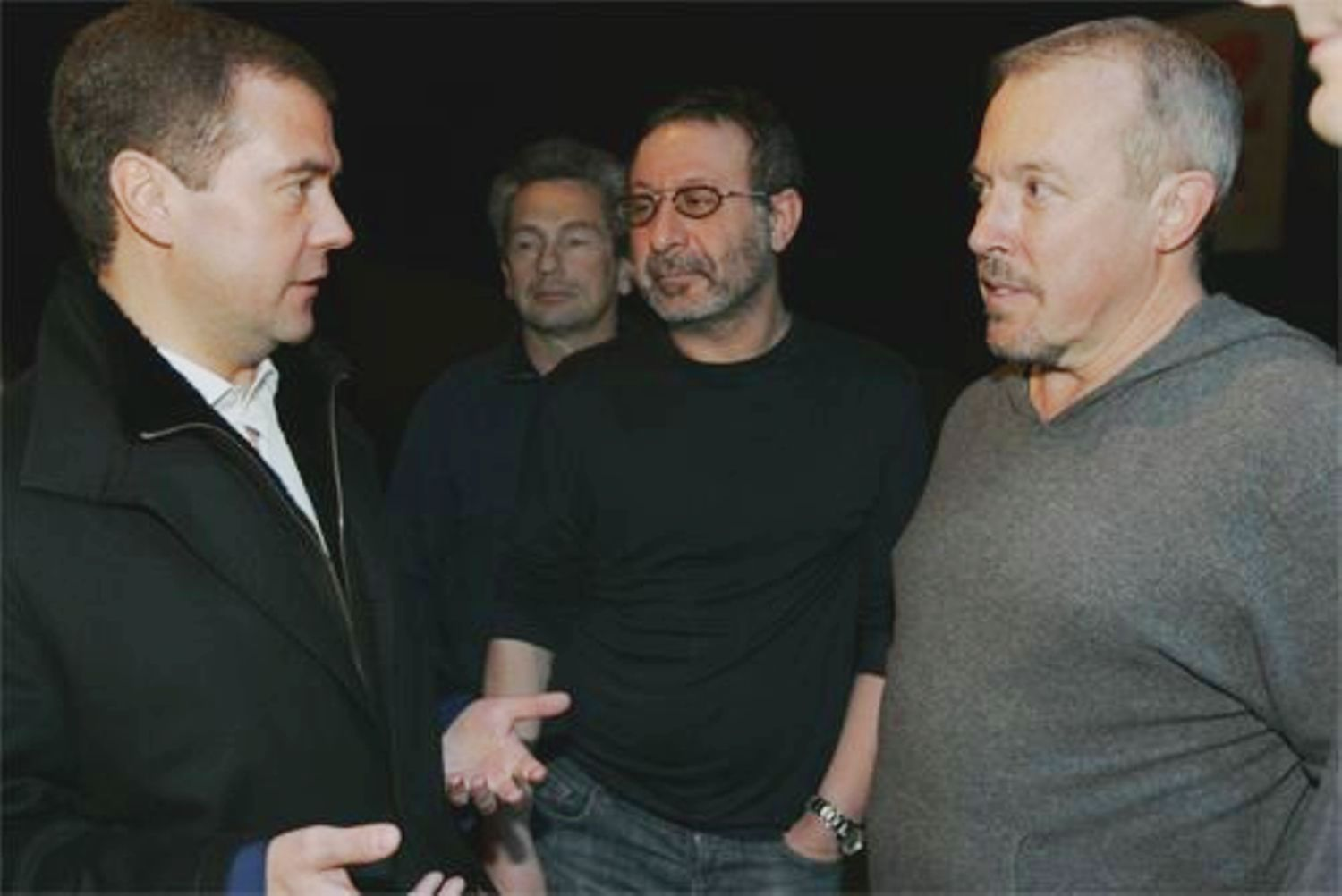
I Mašina vremeni con Dmitrij Medvedev nel 2008

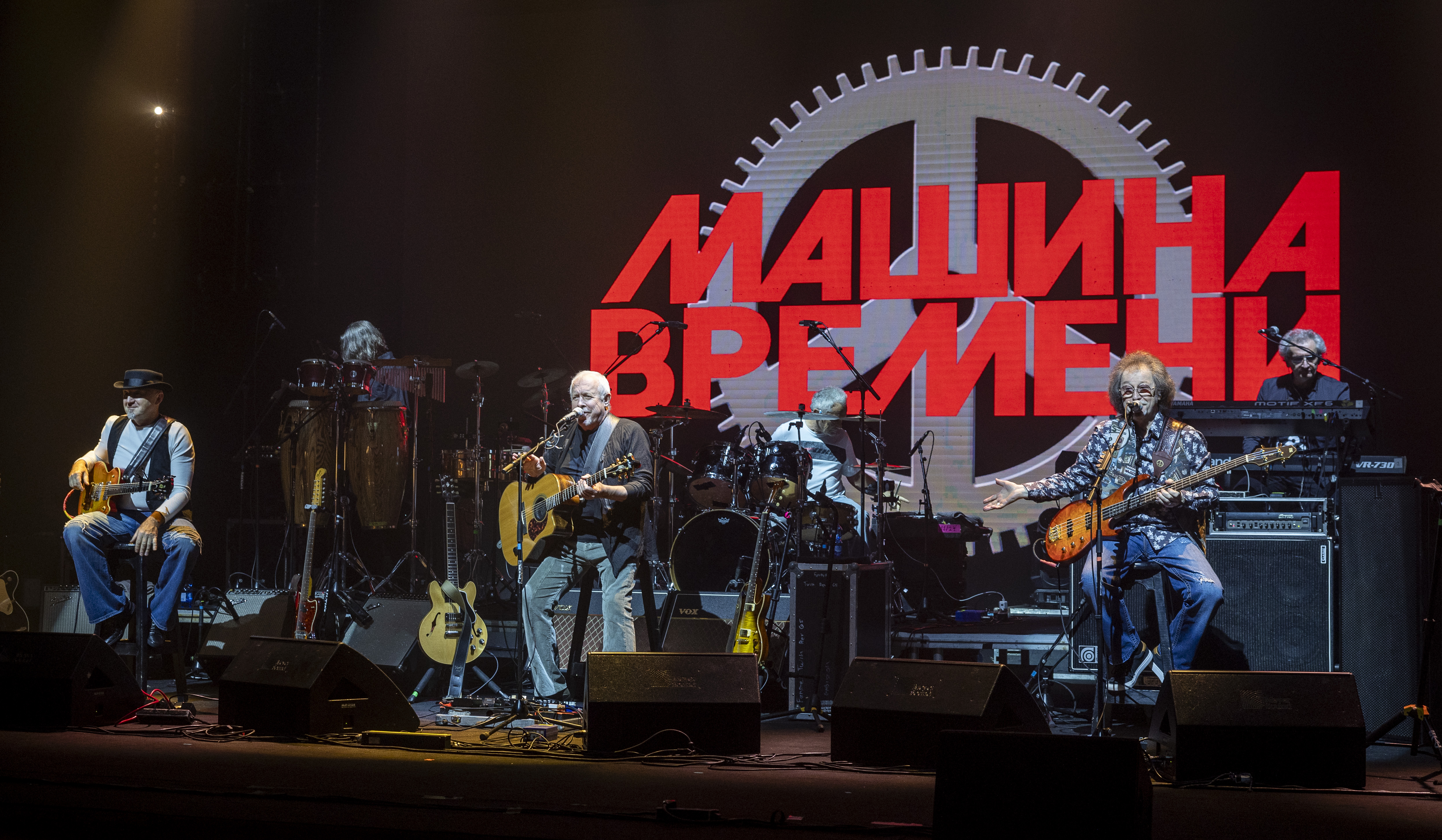
I Mašina vremeni si esibiscono in Israele, 2024

Il gruppo venne fondato in una scuola di Mosca da Andrej Vadimovič Makarevič, che già nel 1968 aveva formato un quartetto vocale e di chitarra chiamato "The Kids", ispirandosi alle canzoni dei Beatles. Il gruppo era costituito dai suoi compagni di classe e si esibiva con canzoni del repertorio anglosassone durante le serate musicali organizzate dalla scuola.
Quando Makarevič ascoltò per la prima volta gli "Atlanty" di Konstantin Nikolaevič Nikol'skij e di Aleksandr (Alik) Sikorskij, che a differenza di altri gruppi sovietici cantavano già in russo, decise di fare altrettanto e iniziò a comporre in modo indipendente con l'idea di fondare un gruppo vero e proprio. Inizialmente oltre a lui vi erano il chitarrista Aleksandr Ivanov, il bassista Pavel Rubin, il pianista Igor' Mazaev e il batterista Igor' Borzov, ma la poca professionalità portò diversi membri ad abbandonare subito la formazione: al posto di Ivanov, Rubin e Mazaev arrivarono quindi Aleksandr Kutikov (basso, voce) e Sergej Kavagoė (tastiere).
Nel 1970 Borzov venne sostituito da Maksim Kapitanovskij, che a sua volta abbandonò i Mašina vremeni dal 1972 al 1992 (tornandovi come tecnico del suono). Non riuscendo a trovare un suo sostituto alla batteria, il gruppo si sciolse e per i successivi 12 mesi si legò al gruppo moscovita Lučšie gody di R. Zobnin. Nel 1973 i Mašina vremeni tornarono a esibirsi e la loro formazione mutò continuamente sino al 1975, quando acquisirono gradualmente il loro stile distintivo caratterizzato da musica d'autore, blues, country e rock and roll. Oltre ciò, fecero la differenza anche gli ironici testi di Makarevič che riguardavano i principali problemi dei giovani dell'epoca.
A partire dal 1976 i Mašina vremeni acquisirono grande popolarità grazie alla partecipazione di concerti importanti, come le giornate di musica popolare di Tallin e i concerti a San Pietroburgo tenuti sotto invito dei Mify e degli Akvarium, nonché grazie alla partecipazione al film Afonia di Georgij Nikolaevič Danelija con la hit Ty ili ja (Solnečnyj ostrov). Nel 1978 l'ingegnere del suono Andrej Vladimirovič Tropillo pubblicò il primo album dei Mašina vremeni intitolato Den' roždenija, poi l'anno successivo fu la volta di Malen'kij princ, un album pubblicato su nastro magnetico ricco di lunghi assoli strumentali e letture di poesie. In quell'anno la formazione cambiò ulteriormente con Makarevič, Kutikov (basso e voce), Pëtr Podgorodeckij (tastiere e voce) e Valerij Efremov (batteria). Con il loro nuovo repertorio, nel marzo 1980 vinsero il festival Vesennie ritmy a Tbilisi, raggiungendo milioni di ascoltatori.
Nel 1982 una campagna contro la musica rock ispirata dall'articolo Ragu iz Sinej pticy penalizzò l'attività del gruppo, che non poté pubblicare l'album successivo con la casa discografica Melodija, un lavoro che fu soggetto a variazioni e rifacimenti. Così al posto di Podgorodeckij arrivarono Sergej Ryženko (che suonò con la band un solo anno) e Aleksandr Zajcev. Nel frattempo Makarevič intraprese la carriera da solista e sperimentò altri generi, fino a quando nel 1986 le leggi del paese divennero più permissive e i Mašina vremeni poterono riprendere regolarmente le loro attività. Vennero pubblicati gli album  Reki i mosty e V kruge sveta e la raccolta Desjat' let spustja, nella quale Makarevič tentò di ricostruire il suono e il repertorio della band degli anni settanta.
Per molto tempo il loro nome fu legato ai film Rok-kul't (1988), Rok i fortuna (1989) e Šest' pisem o bite (1977). È difficile tracciare la discografia dei Mašina vremeni, in quanto il gruppo per anni non diede importanza alle definizioni dei titoli dei loro album e alle date di uscita, e in più pubblicò diversi album "pirata", come quello uscito negli Stati Uniti nel 1981. Nel 1990 Zajcev lasciò la band e tornarono Margulis (questa volta alla chitarra) e Podgorodeckij in occasione di una tournée a Samara. Da quel momento la loro musica si impregnò di un'enfasi ancora maggiore sul blues tradizionale e sul rock and roll, data anche dalle improvvisazioni pianistiche di Podgorodeckij. Quasi ininterrottamente dal 1991 al 1993 i Mašina vremeni furono impegnati in tournée di città diverse, poi ripresero a scrivere e a registrare nuove canzoni per i dischi Vneštatnyj komandir Zemli e Medlennaja chorošaja muzyka.
Nel 1994 il gruppo registrò le proprie canzoni in una versione acustica chiamata Unplugged nella sala concerti dell'agenzia RIA Novosti, poi nel 1996 uscì la raccolta Kogo ty chotel udivit', che prendeva il titolo dall'omonimo successo degli anni ottanta e che presentava le loro migliori canzoni in versione techno remixata. A questo album seguì Kartonnye kryl'ja ljubvi, che contiene l'omonima ballata e altri successi di Evgenij Margulis, poi nel 1997 arrivò il capolavoro Otryvajas', contenente i due successi Provodnica e On starše eë che furono oggetto di due videoclip. Nel 1995 seguì poi l'album Koncert v Anape, contenente registrazioni ventennali del gruppo effettuate durante le esibizioni sulle piste da ballo in Crimea, nonché anche alcune canzoni dei Creedence Clearwater Revival.
Nel 1999 il gruppo fu impegnato in un tour in occasione del 30° anniversario della sua fondazione, sugellato dal grande concerto all'Olimpijskij del 18 dicembre, e nel frattempo lavorò all'album Znaki i čisla e ai brani Ėpocha bol'šoj neljubvi e Strannye dni. Alla fine di quell'anno Podgorodeckij lasciò nuovamente la band, che assieme alla new entry Andrej Deržavin intraprese un tour in Israele nel gennaio del 2000. Nell'autunno di quell'anno la band pubblicò l'album Vremja naprokat, i cui arrangiamenti vennero curati da Artur Piljavin dei Kvartal, poi il 30 aprile 2001 venne presentato l'album Mesto, gde svet contenente la hit Zvezdy ne ezdjat v metro.
Il 30 maggio 2004 i Mašina vremeni tennero un grande concerto a Mosca in occasione del loro 35° anniversario, poi nello stesso anno fu la volta della prima esecuzione dei loro successi accompagnata da un'orchestra sinfonica, e uscì anche l'album Mašinal'no, un disco rock and roll un po' sarcastico e caustico, non privo di durezza e con un pizzico di brontolio e autoironia. In questo album Margulis (che nel frattempo era ritornato nel gruppo lasciando definitivamente i Voskresenie) e Kutikov cantano complessivamente più canzoni di Makarevič.
Nel 2015 venne riportato che il gruppo si fosse sciolto a causa delle diverse opinioni dei suoi membri in merito alla guerra del Donbass, tuttavia la notizia venne smentita dal gruppo stesso e l'anno successivo uscì l'album Vy Nel 2018 uscì l'album To, čto vsegda s toboj composto da tre canzoni.

## Formazione

### Formazione attuale
- Andrej Vadimovič Makarevič  - voce, chitarra, pianoforte, tastiere, cantautore e compositore (1969-oggi)
- Aleksandr Kutikov  - basso , voce, compositore (1971-1975, 1979-oggi)
- Valerij Efremov  - batteria (1979-oggi)

### Ex membri
- Sergej Kavagoė - basso, (1969-1971) tastiere, (1971-1974) cori, batteria (1974-1979; morto nel 2008)
- Jurij Borzov - batteria (1969-1971; morto nel 2024)
- Maksim Kapitanovskij - batteria (1971-1972; ingegnere del suono per concerti e tournée del gruppo - 1983-1994; morto nel 2012)
- Jurij Fokin - batteria (1973-1974)
- Evgenij Margulis - chitarra, basso, voce (1975-1979, 1990-2012)
- Pëtr Podgorodeckij - tastiere, voce (1979-1982, 1990-1999)
- Aleksandr Zajcev - tastiere (1982-1990; morto nel 2007)
- Sergej Ryženko - chitarra, pianoforte, violino, flauto (1982-1983)
- Andrej Deržavin - tastiere, cori (2000-2017)

## Discografia parziale

### Album in studio
- 1987 - Reki i mosty
- 1988 - V kruge sveta
- 1991 - Medlennaja chorošaja muzyka
- 1992 - Ėto bylo tak davno... 1978
- 1993 - Vneštatnyj komandir Zemlij
- 1996 - Kartonnye kryl'ja ljubvi
- 1997 - Otryvajac'
- 1999 - Časy i znaki
- 2001 - Mesto, gde svet
- 2004 - Mašinal'no
- 2007 - Time Machine
- 2009 - Mašiny ne parkovat'
- 2016 - Vy
- 2020 - V metre

### Album live
- 1991 - Mašine vremeni - ХХ!
- 1994 - Unplugged
- 2000 - Malen'kij princ
- 2000 - XXX let
- 2001 - 50 na dvoich
- 2005 - Kremlin Rocks!
- 2010 - Den' 14810-j
- 2020 - 50 let

### Altre letture
- (RU) Evgenij Dodolev, «Машина времени». История группы. Юбилейное издание, Litres, 13 maggio 2019, ISBN 978-5-04-171299-0.